# Riksväg
Riksväg är en klassifikation av vägar som finns i flera länder. Betydelsen av klassifikationen varierar mellan olika länder, men riksvägar är ofta vägar som anses vara viktiga för landets infrastruktur.

## Danmark
I Danmark kallas riksvägarna primærrute eller hovedveje. De binder samman landsdelar och större orter, samt leder ofta till större färjeförbindelser. De skyltas på gul bakgrund med svarta siffror. 
De danska primärvägarna tilldelas nummer mellan 6 och 99, och det högsta numret i användning är 59. Totalt finns 37 vägar med denna klassificering.

## Estland
I Estland klassas väg nummer 1–11 samt nummer 92 som primära riksvägar (estniska: põhimaantee), och skyltas med vit text på röd bakgrund. Väg nummer 12-95 klassas som sekundära riksvägar (estniska: tugimaantee) och skyltas med svart text på gul bakgrund. De riksvägar som samtidigt är europavägar skyltas både som riksväg och som europaväg.

## Finland
I Finland klassas väg nr 1–29 som riksvägar, och skyltas med röd bakgrund. Nr 40–99 klassas som stamvägar. De riksvägar som samtidigt är europavägar skyltas både som riksväg och som europaväg.

## Nederländerna

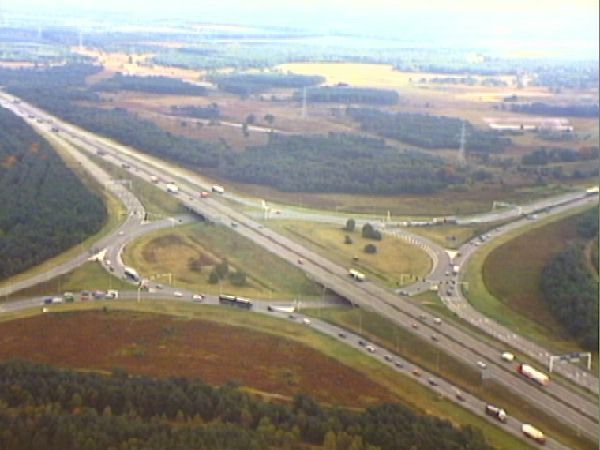
Nederländska riksväg 2

Nederländerna har också ett system av riksvägar, på nederländska Rijksweg. Vägarna kan ha motorvägs- eller motortrafikledsstandard men kan även vara vanliga vägar. Numren är gemensamma för både motorvägar och andra huvudvägar, men en bokstav tillkommer som är olika. Vägarna är numrerade från 1 till 99 och skyltas med vägnummer samt bokstaven A på motorvägssträckor och N på övriga sträckor. Systemet med riksvägar infördes 1927 och har sedan utökats i flera omgångar. År 2008 fanns det totalt 5.050 km riksvägar i Nederländerna, varav 2.340 km  motorväg (2004).

## Norge
I Norge är de viktigaste vägarna klassificerade som riksvägar. De är indelade i två kategorier, Europavägar och övriga riksvägar, och skyltas alla med vita nummer med grön bakgrund. Dessa ansvarar staten för vad gäller utbyggnader. De är huvudvägar som är viktiga för långväga resor. Även vägar som ansluter till större flygplatser kan vara riksvägar trots att de är mycket korta.
Övriga vägar kallas fylkesvägar. De större kallas primära fylkesvägar och har svarta nummer med vit bakgrund, och dessa ansvarar fylkena för även om de får statliga bidrag. Samma vägnummer kan användas för både en riksväg och en fylkesväg, fast de ansluter då normalt till varandra. Mindre vägar kallas sekundära fylkesvägar och deras nummer skyltas vanligen inte. Både riksvägar och fylkesvägar har nummer mellan 1 och 899. Riksvägar och primära fylkesvägar har nummer som är unika i landet. Primära och sekundära fylkesvägar har nummer som är unika per fylke. Alla primära fylkesvägar är asfalterade, utom tre som har en speciell turiststatus och som fortfarande är grusvägar för vildmarkskänslans skull. Se Lista över Riksvägar i Norge. Ansvaret på stat och fylke är för budget och beslut, medan myndigheten Statens vegvesen hanterar utredningar och upphandling av byggföretag.
Detta system infördes 2010. Före det kallades de som nu är primära fylkesvägar för riksvägar och staten ansvarade för dem. De som nu är riksvägar kallades då stamvägar men även riksvägar. Europavägarna var även stamvägar.

## Rumänien
I Rumänien kallas riksvägar för nationalvägar (drumuri naționale) och skyltas med vita siffror på röda sköldformade skyltar. Vägnätet utgår ifrån sju ensiffriga nationalvägar som utstrålar radiellt i olika riktningar från huvudstaden Bukarest. Mellan dessa finns ett antal tvåsiffriga nationalvägar vars numrering utgår ifrån de ensiffriga. Efterställda bokstäver används för förgreningar, t.ex. är nationalväg 1A en förgrening av nationalväg 1. Det högsta nummer som förekommer är 79A.
Vid sidan av dessa finns även motorvägar (autostrăzi), länsvägar (drumuri județene) och kommunala vägar (drumuri comunale) som har egen numrering.

## Sverige

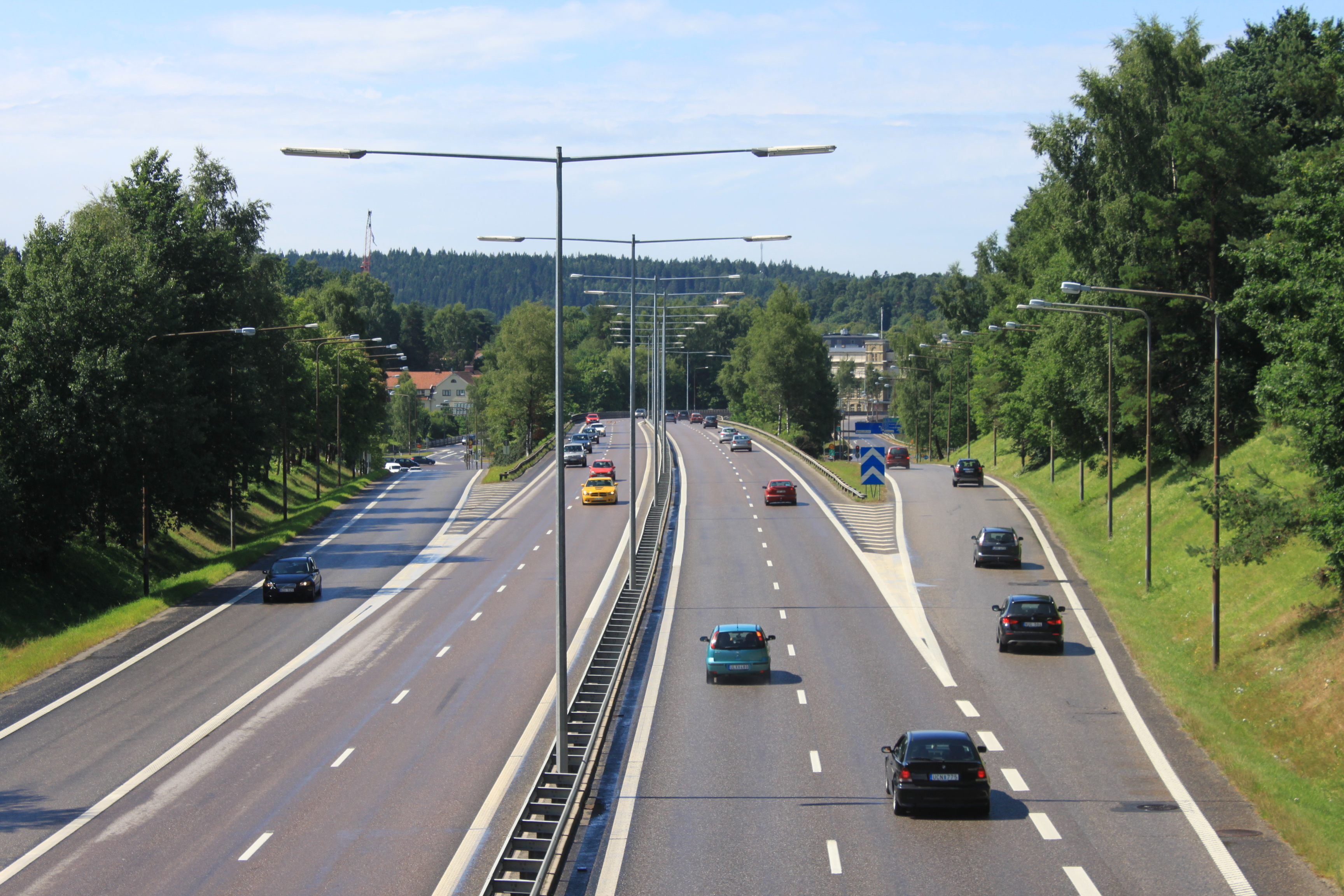
Annelundsmotet (Borås) vid riksväg 40.

Riksvägar kallas i Sverige de vägar som har vägnummer från 1 till och med 99. Riksvägarna håller ofta en relativt hög standard och passerar ibland genom flera län. De täcker hela Sverige. Riksvägarna med låga nummer ligger i söder och de med höga ligger i norr. År 1961 lades det svenska riksvägssystemet om. Vissa tidigare riksvägar blev europavägar och räknas som en riksväg med samma nummer som europavägen, men bara europavägsnumret skyltas. Kvarvarande riksvägar, ofta med nya sträckningar, skyltades från 1962 om med vita nummer mot blå botten.
Det finns även vägar som planerings- och budgetmässigt räknas som riksvägar men som inte skyltas med något nummer, ibland kallade grenvägar. De kallas internt ett riks- eller europavägsnummer och en punkt med två siffror efter. Till exempel E4.05 eller E6.20. Detta till skillnad mot sekundära länsvägar som inte heller har skyltade nummer.
Utformningen varierar. En riksväg kan vara allt från en motorväg till en smal vägbana med tvära kurvor och mötande trafik. Standarden beror mycket på när vägen byggdes och de regler och principer som gällde då. Vid nybyggen och stora ombyggnader beror vägstandarden på hur hårt trafikerad vägen är. En nybyggd riksväg ska alltid vara minst åtta meter bred och belagd (asfalterad). Vid uppklassning från länsväg till riksväg krävs det att vägen är 6 m bred och belagd. Denna lägre standard är vanlig i Norrland. 
Från 2012 (med ändrad Väglag och den nya Vägförordningen 2012:707) har den formella skillnaden mellan riksväg och länsväg i lagar och förordningar försvunnit. De är numera bara namn. Trafikverket bestämmer vägnummer och vilka vägar som är riksvägar. Regeringen bestämmer över budget och prioriteringar.

## Andra länder
De viktigaste landsvägarna har varierande namn i olika länder, ibland med samband med landets styrelseskick. De flesta europeiska länder med motorvägar har separata nummersystem för sådana.
- I Belgien kallas de på franska Route nationale (nationalväg) och på holländska N-weg (N-väg, inkluderar inte motorvägar) eller Gewestweg (regionväg, inkluderar också motorvägar). Gewest är de tre språkregionerna, som har ansvar för till exempel viktigare vägar.
- I Frankrike kallas de Route nationale (Nationalväg).
- I Irland kallas de National roads (Nationalvägar).
- I Italien kallas de Strada statale (Statsväg).
- I Kanada finns ett nät med nationella huvudväger (delvis motorvägar, men långtifrån allt), som kallas Trans-Canada Highway, det är dock bara de största vägarna. Lite mer lokala vägar kallas delstatsvägar/provincial highways.
- I Schweiz kallas de Hauptstrasse (Huvudväg).
- I Storbritannien kallas de viktigare vägarna "A"-road ("A"-väg), eftersom de namnges A och ett nummer.
- I Tyskland och i Österrike kallas de Bundesstraße (Förbundsväg).
- I USA kallas motsvarande vägar U.S. Highway, se artikeln United States Numbered Highways. Delstaterna bekostar ett liknande vägnät som kallas Interstate Highway System.